# 中華民國總統府
總統府是中華民國總統的幕僚機關，負責處理與總統、副總統有關的行政事務；成立於1948年5月20日，機關之直接前身為國民政府。其由總統府秘書長領導，另轄管中央研究院及國史館。

## 簡介
1948年5月20日，中華民國行憲後首任總統蔣中正與副總統李宗仁正式就職；原為中華民國最高權力機關的國民政府於同日改制為總統府，成為總統的幕僚機構。依《總統府組織法》第9條第1項，總統府的首長並非總統，而是總統府秘書長，可視為總統的幕僚長。
總統府除了府內各單位（局、室、處）之外，並設置資政及國策顧問，由總統遴聘，對國家大計得向總統提供意見並備諮詢；在國防軍事方面則設置戰略顧問，由總統任命現役二級上將或一級上將出任，可以針對戰略及有關國防軍事事項向總統提供意見並備總統諮詢。中央研究院、國史館等2個具有特殊功能（學術研究、史籍編纂）的政府機構亦隸屬於總統府。

## 歷史

### 臨時政府
1912年1月1日，中華民國臨時政府於南京成立，設置總統府於清代原兩江總督署址（今南京中國近代史遺址博物館）；4月遷北京。這是中華民國總統府的最早前身。

### 北洋政府（1912－1928）
- 1912年3月10日北洋政府成立後，總統府先設至北京清陸軍部和海軍部舊址，隨後遷至中南海的豐澤園與监国摄政王府，直至1928年北洋政府結束。

### 護法軍政府（1917－1925）及國民政府（1925－1948）時期
- 1917年9月設立於廣州觀音山（今越秀山）粵秀樓（毀於1922年六一六事變，今址為廣州中山紀念堂）。
- 1923年3月，中華民國陸海軍大元帥大本營在廣州成立，設立於原廣東士敏土廠（今孫中山大元帥府紀念館）。
- 1925年7月1日，廣州大元帥府正式改組為國民政府。
- 1926年9月遷往武漢南洋大樓[1]。
- 1927年遷至南京原臨時政府舊址。
- 1937年對日抗戰期間遷往重慶，直至1946年抗戰勝利遷回南京；同年頒布中華民國憲法，訓政時期結束。

### 憲政時期（1948－）
- 1948年5月20日，因應《中華民國憲法》實施，總統府成立，為輔助國家元首的幕僚機關，設有秘書長、副秘書長、參軍長與資政，業務單位6局2室、行政單位2處1室，府內組織還有警衛總隊、軍樂隊、國策顧問委員會、戰略顧問委員會、稽勳委員會，所屬機構有中央研究院、國史館、國父陵園管理委員會。
- 1949年第二次國共內戰末期，政府依序從南京總統府遷往廣州[註 2]、重慶、成都、西昌。

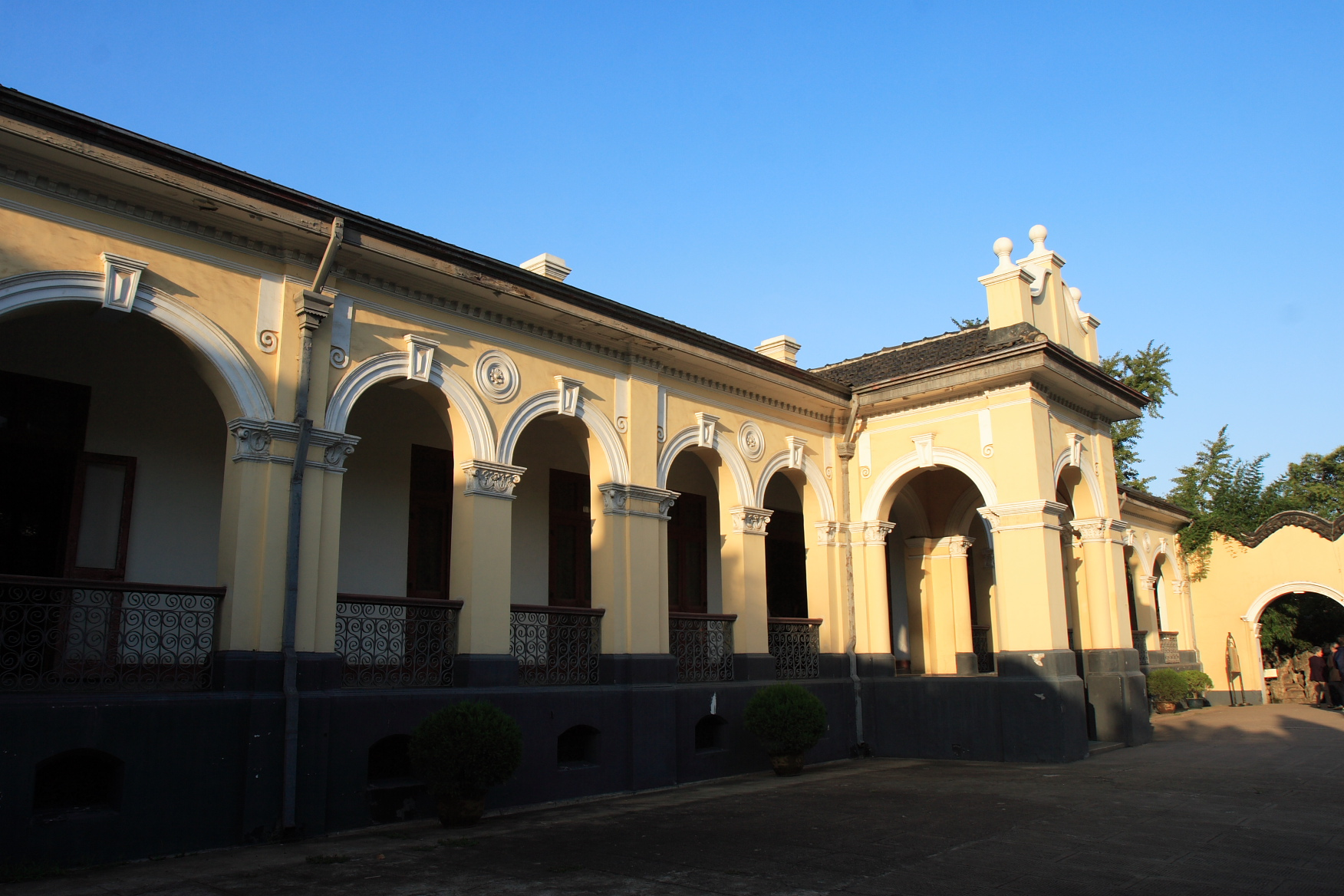
1912年南京總統府
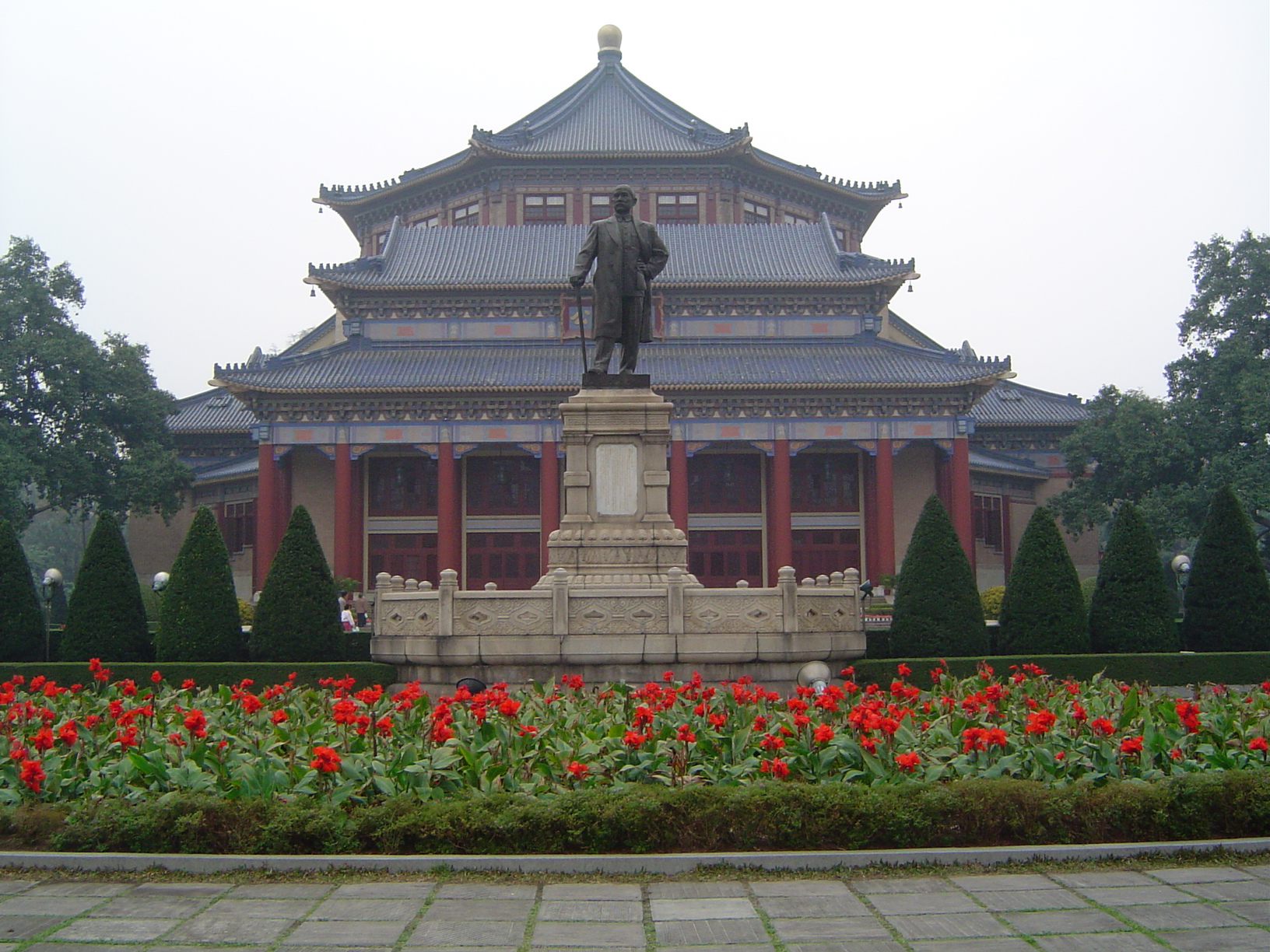
1917年廣州總統府舊址處
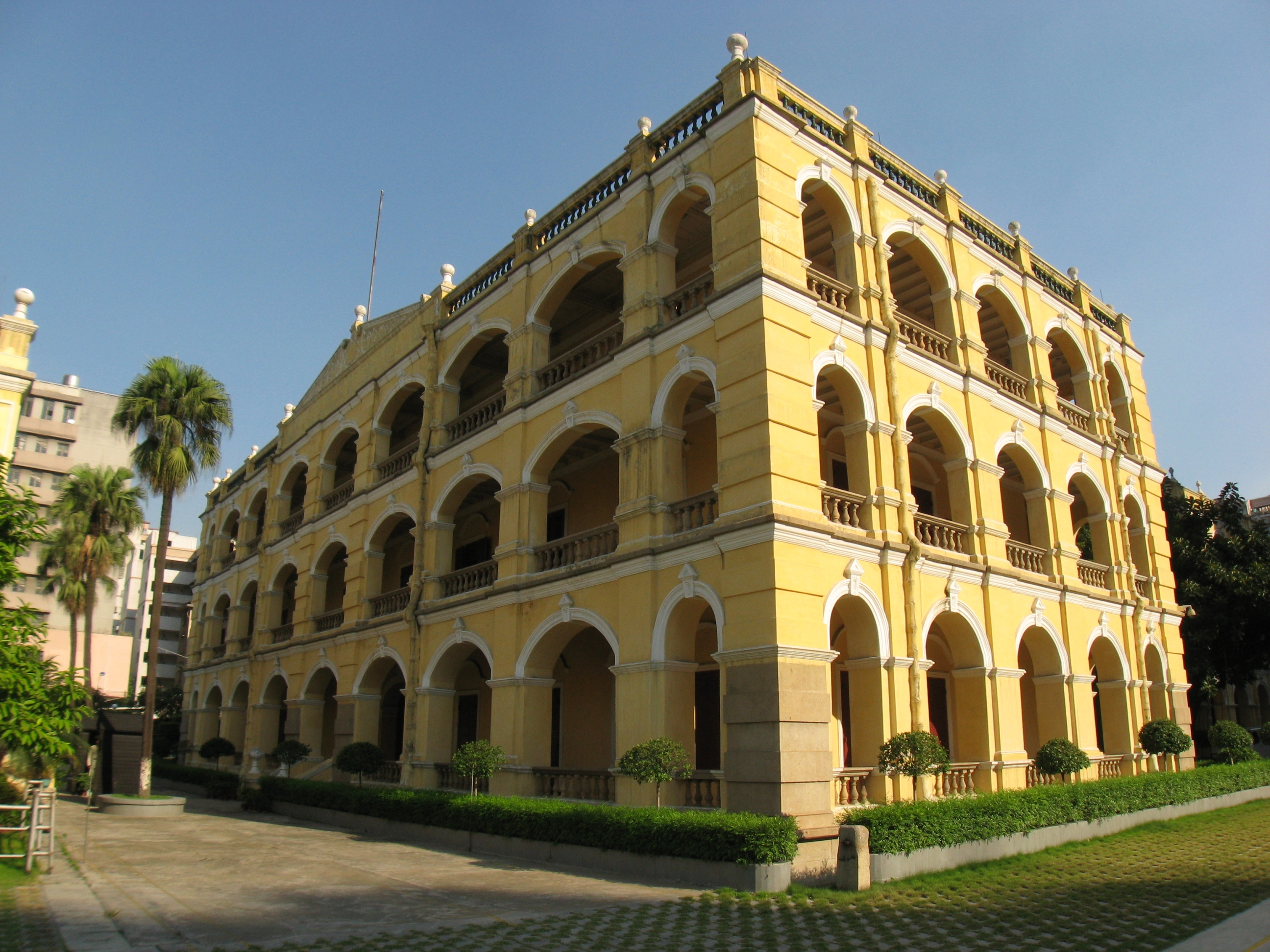
1923年廣州大元帥府舊址
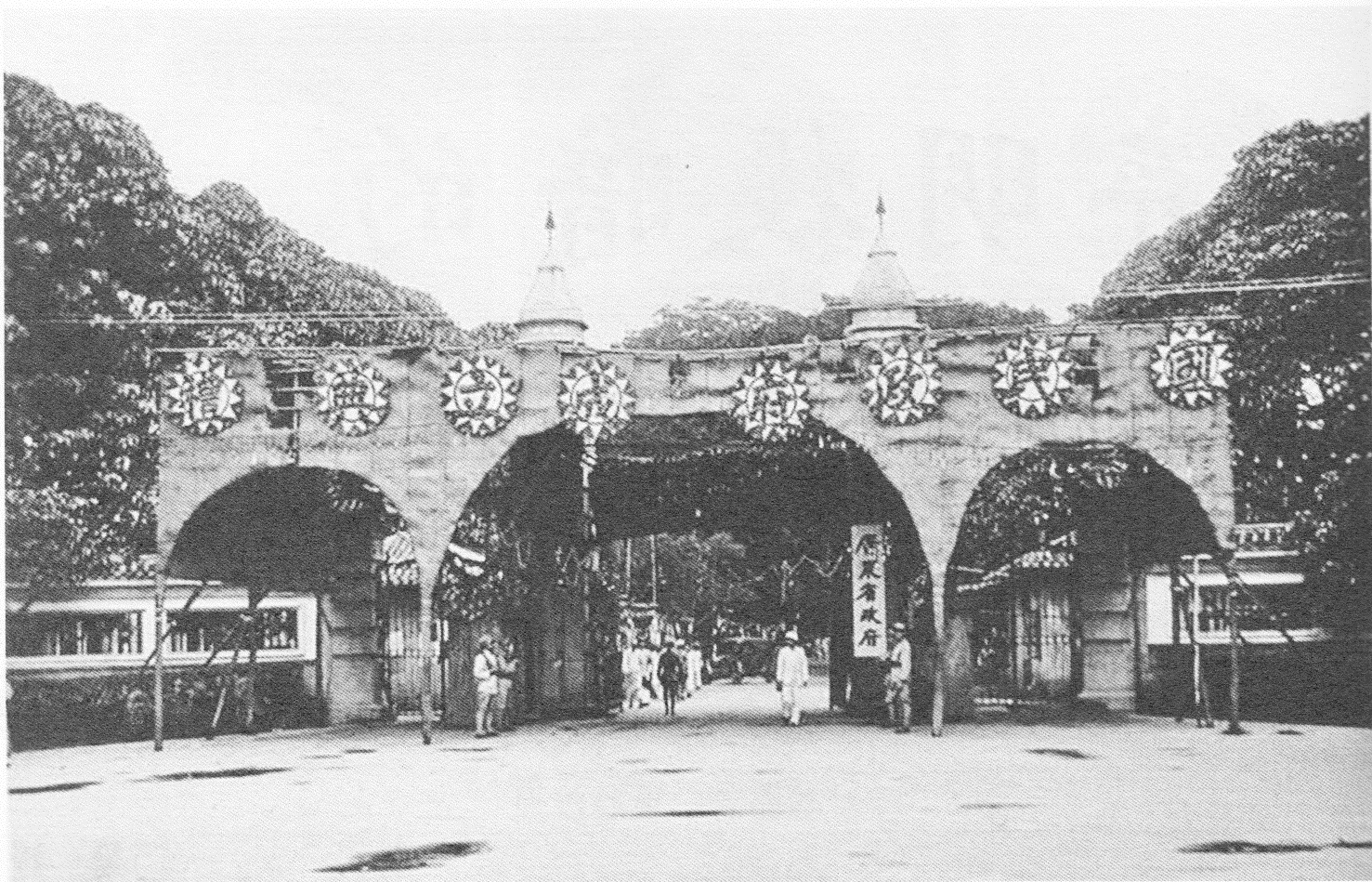
1925年廣州國民政府
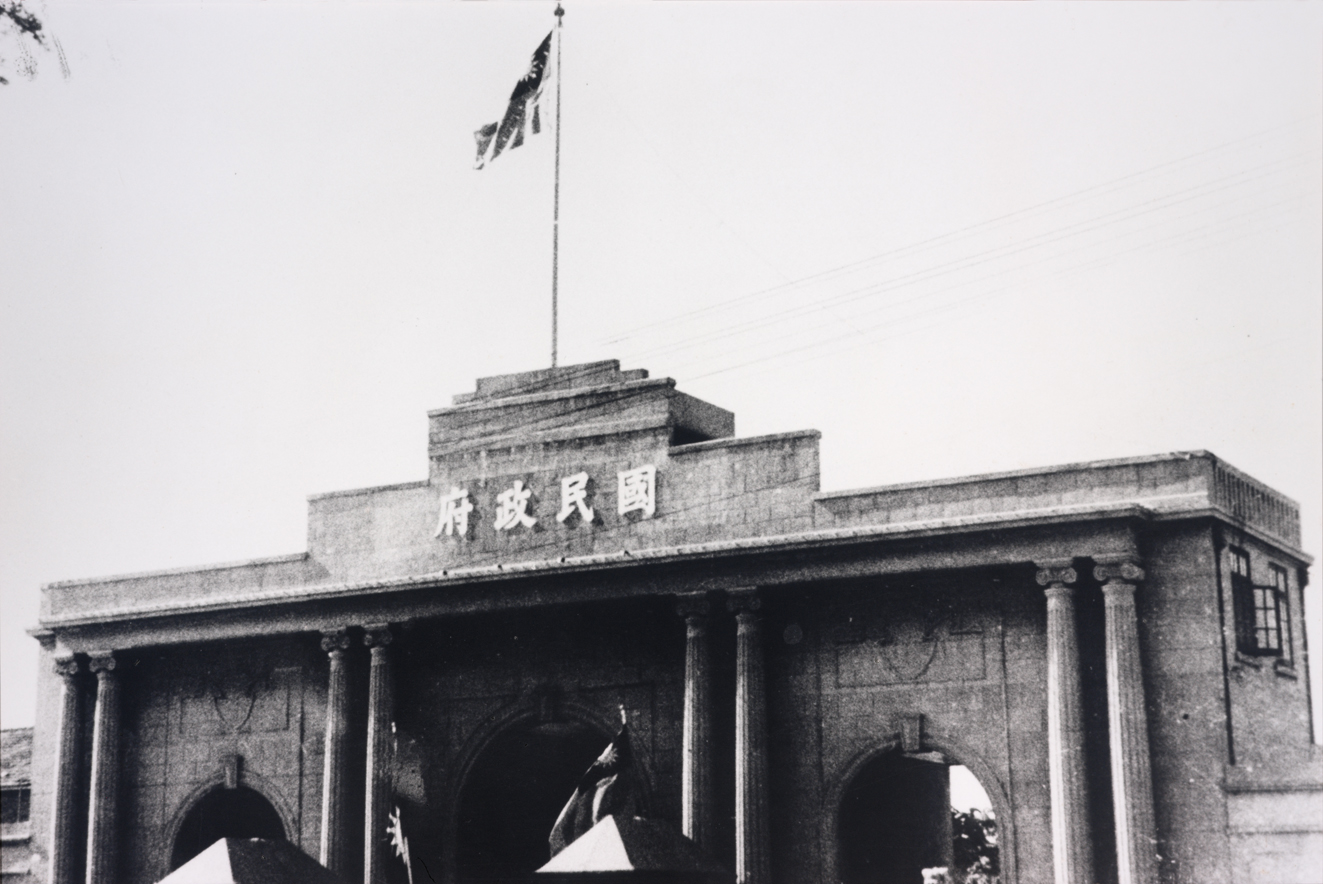
1927年南京國民政府廳舍大門
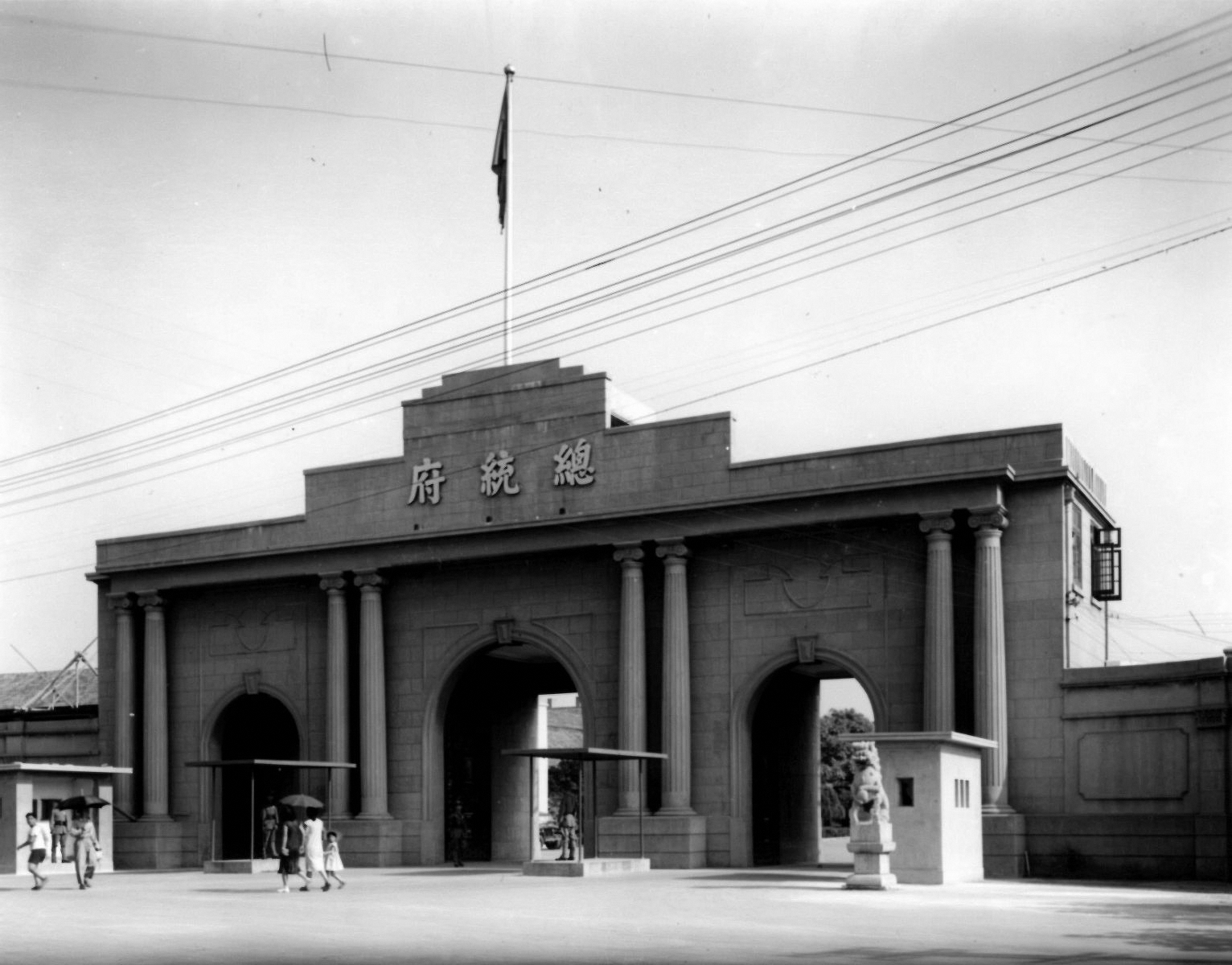
1948年位於南京的總統府大門
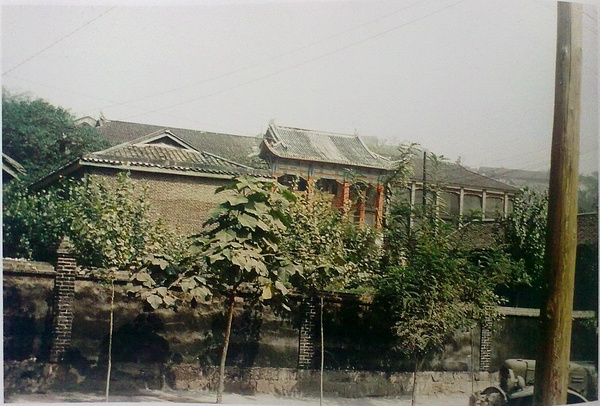
抗戰時期的重慶國民政府大樓
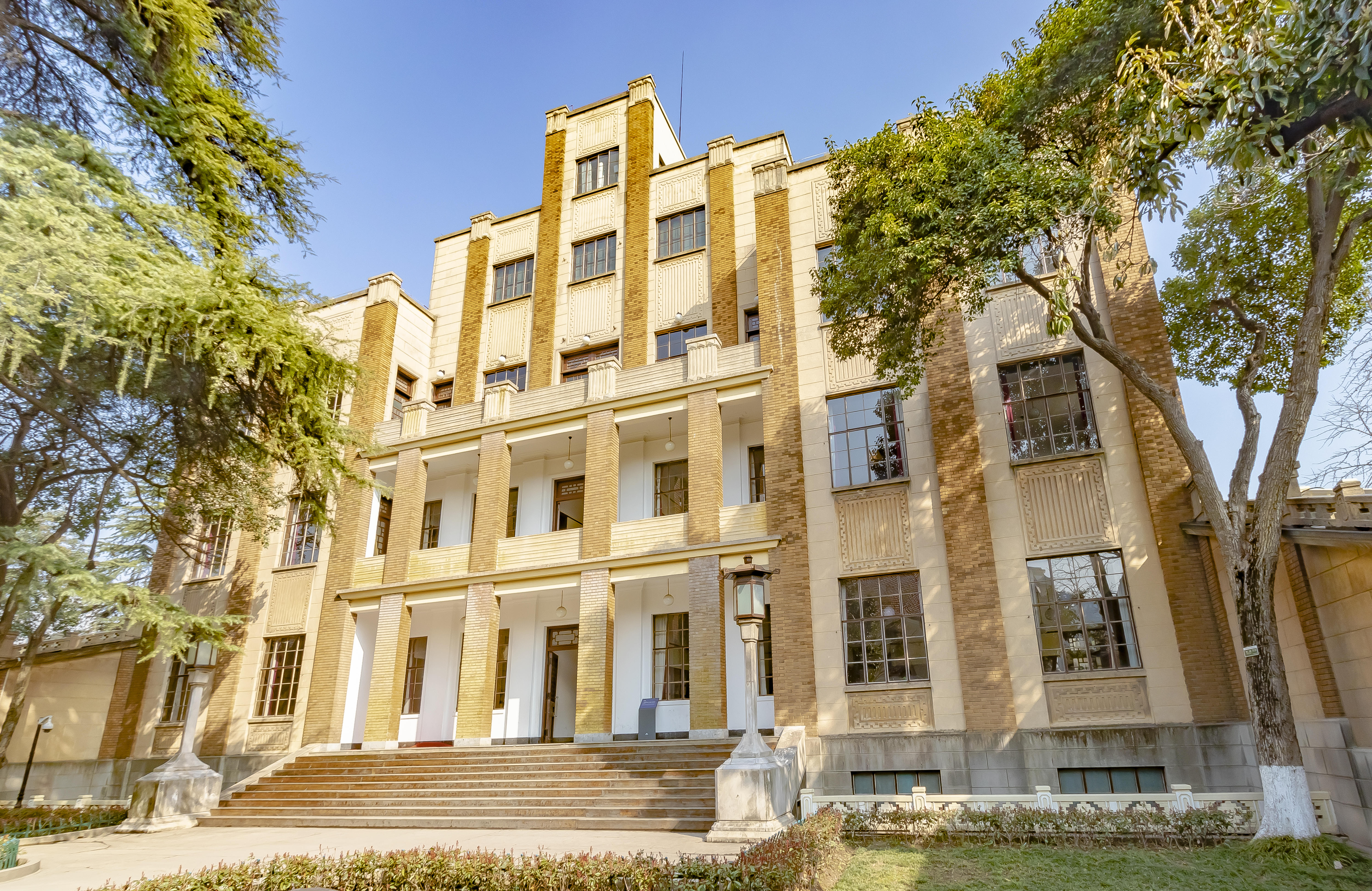
1948年南京總統府舊址中的「子超樓」，為蔣中正總統辦公室所在
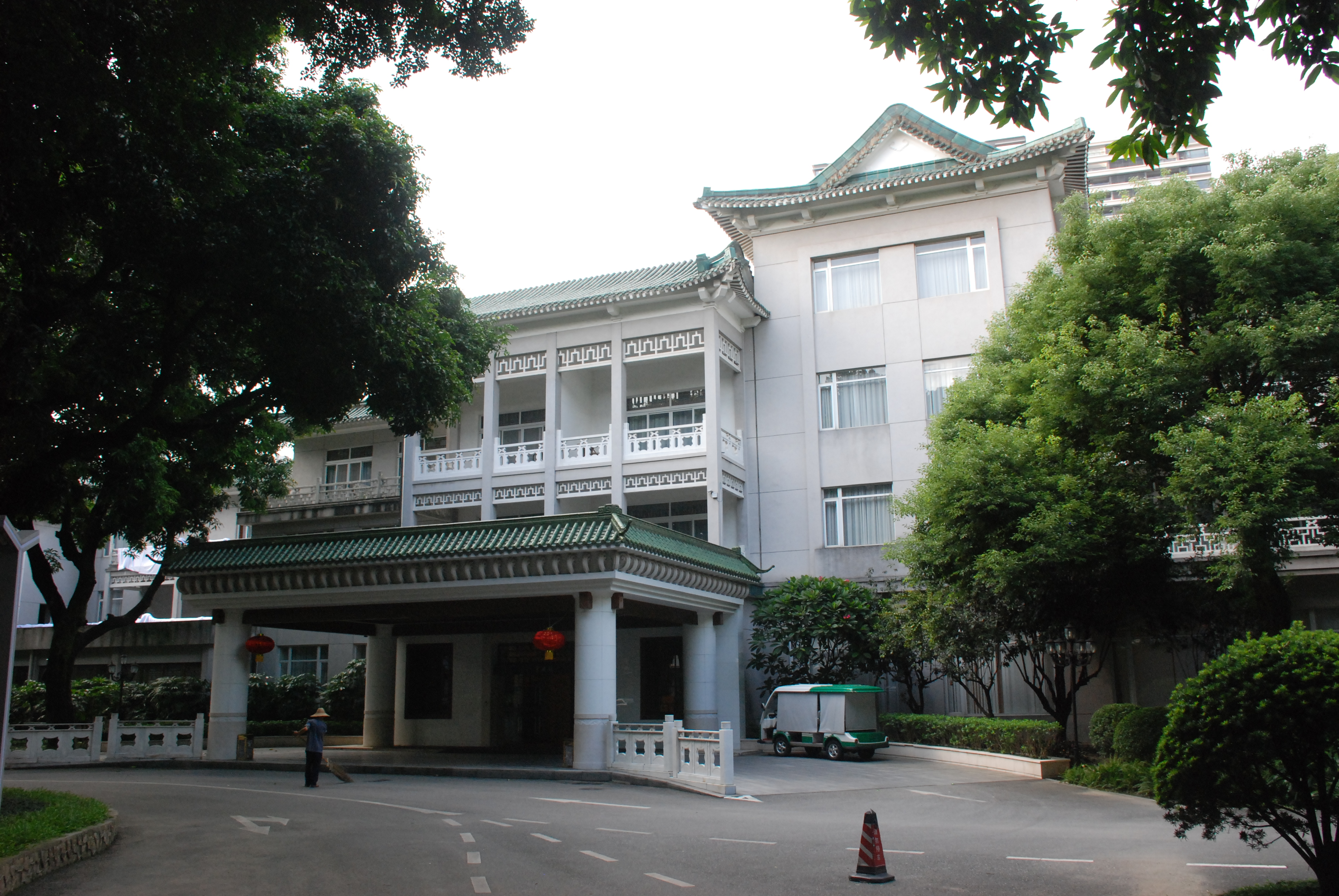
1948－1949年，李宗仁代總統和行政院遷廣州辦公駐地

- 1949年12月7日中華民國政府決議遷往臺北市，12月9日行政院會議決議：「總統府及行政院設址於介壽館（原臺灣總督府址）辦公」[2]，至1957年行政院遷往舊省府大樓。
- 1954年7月16日，時任總統蔣中正依照《動員戡亂時期臨時條款》授權以總統令公布《光復大陸設計研究委員會組織綱要》將行政院設計委員會改為總統府直屬單位光復大陸設計研究委員會（任務編組，1991年6月30日裁撤）。
- 1990年10月7日，依《國家統一委員會設置要點》成立國家統一委員會（任務編組，2006年2月28日終止運作）。
- 1996年修正《中華民國總統府組織法》，參軍長調整為侍衛長、行政業務單位調整為3局3室3處（裁併第三～六局與統計室、增設公共事務室與政風處），組織法仍保有國父陵園管理委員會此虛設機構。
- 2000年10月24日，成立總統府人權諮詢小組；2004年4月30日，擴編為總統府人權諮詢委員會(任務編組，2020年5月19日停止運作[3]）。
- 2003年1月10日，仿效美國白宮實習生制度增設總統府青年工作團[4]（2004年9月10日終止運作[5][6]）。
- 2008年5月20日，時任總統馬英九決定增設總統府發言人，9月成立總統府財經諮詢小組（任務編組，2012年5月不再運作）。
- 2010年9月1日，為了使總統順利行使職權，《總統府組織法》修正增設法規委員會。
- 2016年6月，依《國家年金改革委員會設置要點》成立總統府國家年金改革委員會（任務編組，已解散）、依《總統府新南向政策辦公室設置要點》成立總統府新南向政策辦公室（任務編組，2018年1月1日解散）。11月25日，依《總統府司法改革國是會議籌備委員會設置要點》成立的司法改革籌備委員會（任務編組，2017年10月司法改革國是會議召開後籌備會停止運作）。
- 2016年12月，依《總統府原住民族歷史正義與轉型正義委員會設置要點》成立總統府原住民族歷史正義與轉型正義委員會（任務編組，2024年5月解散）。

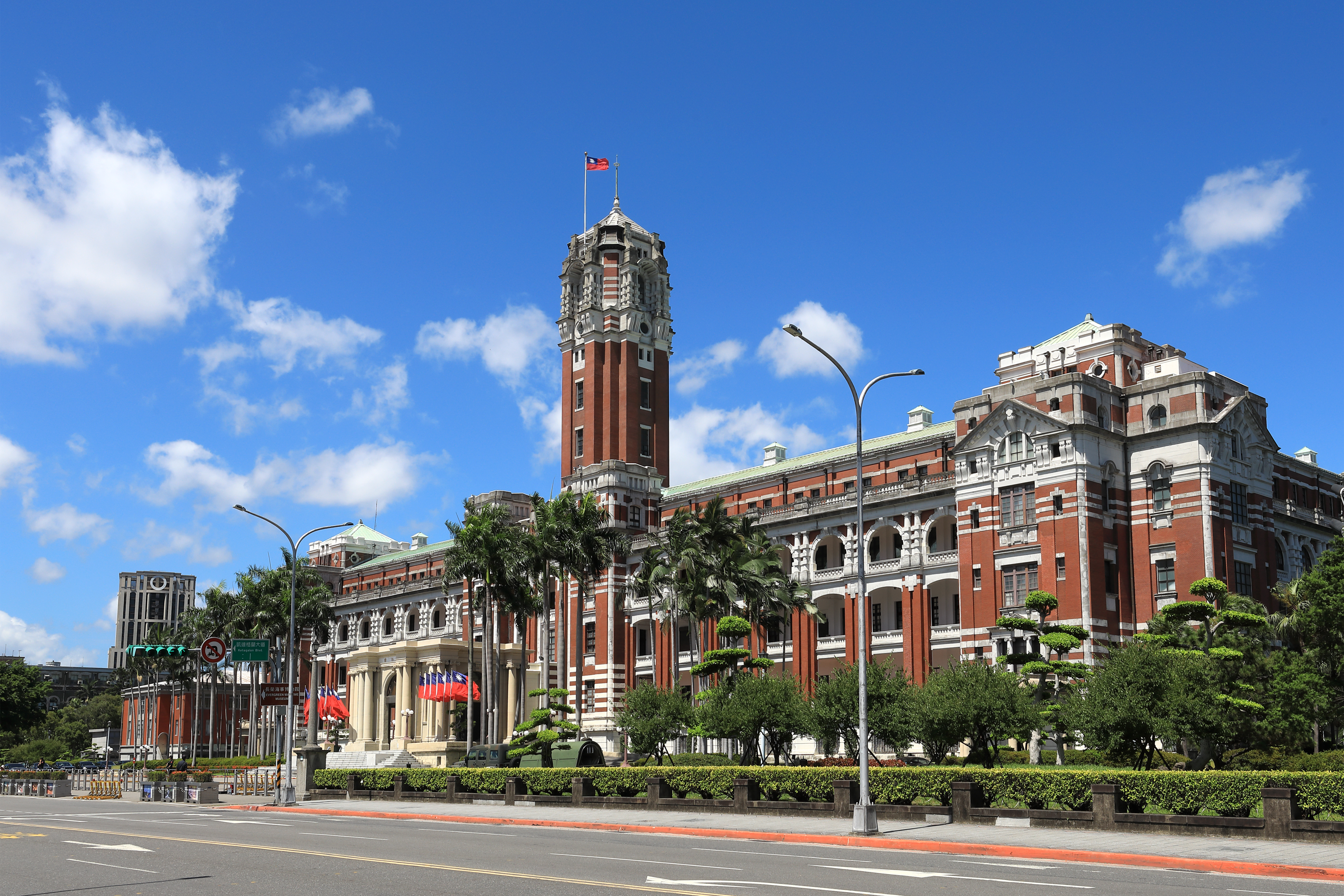
臺北總統府現址

## 組織

### 內部單位
行政單位
- 秘書長、副秘書長
  - 第一局：掌法律、命令、公文、任免、外電翻譯等簽辦事項，以及政情摘報。
  - 第二局：保管中華民國國璽，管理公文收發等各類檔案、印製府內各類文物、規劃維護府內資電業務，以及負責授予榮典事項。
  - 第三局：負責典禮、交際、出納、事務管理與交通管理事項。
  - 機要室
  - 侍衛室
  - 公共事務室
  - 人事處
  - 主計處
  - 政風處
  - 法規委員會

任務編組
1. 國家氣候變遷對策委員會
2. 健康臺灣推動委員會
3. 全社會防衛韌性委員會[7]

#### 資政、國策顧問、戰略顧問
- 資政（目前共28人，上限30人，無給職）
- 國策顧問（目前共75人，上限90人，無給職）
- 戰略顧問（目前共3人，上限15人，領上將階，總統任命職）

### 直屬機關
- 中央研究院
- 國史館
- 國父陵園管理委員會（未設置，僅有組織條例）

### 人員編制
總統政務任命職
- 總統府秘書長（1人，特任）
  - 總統府副秘書長（共2人，其中一人特任，另一人比照簡任第十四職等）
    - 總統府發言人（由簡任機要秘書兼任，尚未有法源）

文職
- 局長（3人，簡任第十四職等）
  - 秘書、主任、副局長、參事、處長、副主任（簡任第十二至十四職等）
    - 參議、專門委員、高級分析師（簡任第十職等至第十二職等）
      - 科長、編審、分析師、專員、管理師、設計師、薦任科員（薦任第六職等至薦任第九職等及簡任第十職等）
        - 委任科員、助理管理師、辦事員、書記（委任第一職等至第五職等）
          - 雇員

軍職
- 總統府侍衛長（中將軍階1人）
  - 總統府副侍衛長（少將1人）、警衛主任（少將3人）
    - 組長（上校4人）、副組長（上校4人）、侍從武官（陸軍上校、海軍上校、空軍上校武官各1人，共3人）、主任醫官（上校1人）、參謀官（上校7人至10人）
      - 侍衛官（上校16人、中校18人，共34人）
        - 參謀（中校15人、少校10人，共15至25人）、醫官與藥劑官（中校2人、少校2人，共4人）
          - 侍衛（少校10至15人、上尉12人，共22至27人）、護理參謀官（少校1人）、護理官（上尉2人）

## 辦公廳舍
總統府廳舍座落於臺灣臺北市博愛特區，位處凱達格蘭大道與重慶南路交叉口。該建物啟用於臺灣日治時期中葉的1919年，為臺灣總督府之辦公廳舍，亦為當時臺灣最高的建築物。
1945年（民國34年），臺灣進入中華民國時代，該建物被命名為「介壽館」。1949年（民國38年）12月，中華民國政府遷往臺北；同年12月9日，行政院會議決議：「總統府及行政院設址於介壽館辦公」，總統府乃與行政院合署辦公，共同使用該建物，至1957年行政院搬遷至原臺灣省政府大樓後，才改由總統府單獨使用迄今。總統府廳舍本來的「介壽館」門首銜牌於2006年3月25日在陳水扁政府的要求下取下，更換為「總統府」銜牌。自1979年起每年開國紀念日（即元旦）民間團體都會在廣場前舉行升旗典禮，並有表演活動。
總統不居於總統府內，而是住在中華民國總統官邸。
總統府於1949年5月22日前，以南京市的國民政府舊址為辦公場所。
2017年，一名男子以竊自國軍歷史文物館之劍襲擊負責守衛總統府之憲兵。

## 外部連結
- （繁體中文）（英文）中華民國總統府（页面存档备份，存于）
- 總統府-交通部觀光局（页面存档备份，存于）
- 中華民國憲法（页面存档备份，存于）.全國法規資料庫.民國 36 年 01 月 01 日
- 中華民國總統府組織法（页面存档备份，存于）.全國法規資料庫.民國 99 年 09 月 01 日
- 中華民國總統府處務規程（页面存档备份，存于）.全國法規資料庫.民國 106 年 08 月 30 日
- 總統府發言人的Facebook專頁
- 總統府在Flickr上的页面
- YouTube上的presidentialoffice頻道